# Station Zaryń
Station Zaryń is een spoorwegstation in de Poolse plaats Zaryń.